# 徐家汇路
徐家汇路，是位于上海黄浦区南部的一条马路，同时也是上海城市三横三纵主干道中，三横最南侧的干道组成部分之一。道路全长1718米，东接陆家浜路，西连肇嘉浜路。上海的一個商圈日月光中心坐落于徐家汇路。

## 历史
明嘉靖年间，为抵御倭寇，上海县始筑城墙。此后，通往松江府的官路便由上海县城西门起始，沿肇家浜北岸，经徐家汇抵松江府城。1860年，太平军攻克苏南、浙北等地，上海县与法租界共同订立联合防御的协定，并同意在租界外修建马路，以方便军事通行。当时，公共租界当局与法租界当局据此沿肇家浜修建两条道路，由斜桥起顺原官路重新敷设直达徐家汇，肇家浜以北为徐家汇路，肇家浜以南为斜徐路。初时为泥路，1899年改成煤屑路。建国后，因肇嘉浜断流，浜中污水发臭，于1954年4月开始填浜筑路，原斜桥以西自打浦桥至徐家汇一段的徐家汇路，改为肇嘉浜路。而陕西南路以东至斜桥一段仍保留名为徐家汇路。
1994年徐家汇路拓宽工程完工，总长1650米，宽50~60米（原本只有13米），包括6条机动车道、2条非机动车道和3条绿化隔离带。成为上海市中心南部快速交通干道。

### 法徐家汇路与英徐家汇路
上海历史上曾有两条徐家汇路，其一为本条目所述之徐家汇路，其二为英租界所筑从静安寺至徐家汇的马路。两条同名马路容易混淆，于是前者因法租界所筑习惯上称为“法徐家汇路”。后者则称为“英徐家汇路”，1921年公共租界将英徐家汇路改为“海格路”，1943年改为今名华山路。

## 交通

### 轨道交通
- 9号线打浦桥站：打浦路徐家汇路
- 9号线马当路站：徐家汇路马当路
- 13号线马当路站:徐家汇路马当路

### 公交
- 17路、43路、730路、大桥一线、徐川专线等。

### 交汇道路 (由东向西)
- 肇周路、制造局路
- 局门后路
- 顺昌路
- 局门路
- 黄陂南路
- 蒙自路
- 马当路
- 重庆南路、鲁班路
- 泰康路
- 丽园路
- 打浦路
- 瑞金二路
- 瑞金南路